# های‌سنس آرنا
های‌سنس آرنا (انگلیسی: Hisense Arena) یا (انگلیسی: Melbourne Park Multi-Purpose Venue) یک ورزشگاه چند منظوره در ملبورن، استرالیا است.
این ورزشگاه که در سال ۲۰۰۰ افتتاح شده مورد استفاده ورزش‌های تنیس، والیبال، بسکتبال و نت‌بال می‌باشد، همچنین تنیس آزاد استرالیا نیز در این ورزشگاه برگزار می‌شود.